# Max Weber
Karl Emil Maximilian "Max" Weber (germană: [ˈmaks ˈveːbɐ]; n. 21 aprilie 1864, Erfurt, Regatul Prusiei – d. 14 iunie 1920, München, Republica de la Weimar) a fost un sociolog, filosof, jurist, istoric și economist politic german, ale cărui idei au influențat profund teoria socială și cercetarea socială. Weber este adesea citat, împreună cu Émile Durkheim și Karl Marx, ca unul dintre cei trei fondatori ai sociologiei. Weber a fost un mare susținător al antipozitivismului metodologic, argumentând în favoarea studiului acțiunii sociale prin mijloace interpretative (mai degrabă decât pur empirice), bazat pe înțelegerea scopului și sensului pe care indivizii îl atribuie propriilor lor acțiuni. Spre deosebire de Durkheim, el nu credea în monocauzalitate și a avansat în schimb ideea că pentru orice rezultat pot fi mai multe cauze.
Principala preocupare intelectuală a lui Weber a fost înțelegerea proceselor de raționalizare, secularizare, și „dezvrăjirea” pe care le-a asociat cu creșterea capitalismului și modernității, și pe care o vedea ca un rezultat al unui nou mod de gândire despre lume. Weber este cel mai bine cunoscut pentru teza lui ce combina sociologia economică și sociologia religiilor, elaborată în cartea sa Etica protestantă și spiritul capitalismului, în care el propunea ideea că protestantismul ascetic a fost una dintre cele mai importante „afinități elective” asociate cu creșterea capitalismului de piață și a statului național rațional-legal în lumea Occidentală. El a susținut că stimularea capitalismului se sprijină pe principiile de bază ale protestantismului. Astfel, se poate spune că spiritul capitalismului este inerent valorilor religioase protestante.

Contrar materialismului istoric al lui Marx, Weber sublinia importanța influențelor culturale încorporate în religie ca mijloc pentru înțelegerea genezei capitalismului. Etica protestantă a format prima parte a mai amplei investigații a lui Weber în lume religiei; el a continuat examinând confucianismul și taoismul, hinduismul și budismul, precum și iudaismul antic, cu atenție deosebită acordată diferitelor lor consecințe economice și condiții de stratificare socială.[a] Într-o altă lucrare majoră, „Politica ca vocație”, Weber definește statul ca o entitate care deține „monopolul utilizării legitime a forței fizice pe un anumit teritoriu”. El a fost și primul care a clasificat autoritatea socială în forme distincte, pe care le-a etichetat drept carismatică, tradițională, și rațional-legală. Analiza birocrației făcută de el a subliniat faptul că instituțiile statelor moderne sunt din ce în ce mai mult bazate pe autoritatea rațional-legală.
Weber a adus și o varietate de alte contribuții la istoria economică, precum și la teoria și metodologia economică. Analiza sa asupra modernității și raționalizării a influențat semnificativ teoria critică asociată cu Școala de la Frankfurt. După Primul Război Mondial, Max Weber a fost printre fondatorii Partidului Democrat de orientare liberală din Germania. De asemenea, el a candidat fără succes pentru un loc în parlament și a servit drept consilier al comitetului care a elaborat Constituția de la Weimar din 1919. După ce a contractat gripa spaniolă, a murit de pneumonie în 1920, în vârstă de 56 de ani.
Karl Emil Maximilian Weber s-a născut în 1864, în Erfurt, Provincia Saxonia, Prusia. El a fost cel mai mare dintre cei șapte copii ai lui Max Weber Sr., un  funcționar public bogat și important, membru al Partidului Național Liberal, și al soției sale, Helene (Fallenstein), care se trăgea parțial din imigranți hughenoți francezi, și avea puternice idei morale absolutiste.

## Biografia

### Viața timpurie și familia
Implicarea lui Weber Sr. în viața publică a dus la impregnarea casei sale cu mediile politic și academic, salonul său primind frecvent numeroși savanți și personalități publice. Tânărul Weber și fratele lui, Alfred, care a devenit și el sociolog și economist, a prosperat în această atmosferă intelectuală. Cadourile oferite de Weber de Crăciun părinților lui  în 1876, când avea treisprezece ani, au fost două eseuri istorice intitulate „Despre cursul istoriei germane, cu referire specială la pozițiile de Împăratului și Papei”, și „Despre perioada imperială romană de la Constantin la migrația popoarelor”. La școală, plictisit și neimpresionat de profesori – care la rândul lor respingeau ceea ce percepeau ca o atitudine nerespectuoasă – a citit în secret toate cele patruzeci de volume de Goethe, și recent s-a susținut că acestea au exercitat o importantă influență asupra gândirii și metodologiei sale. Înainte de a intra la facultate, a citit și multe alte lucrări clasice. De-a lungul timpului, Weber avea să fie afectat semnificativ și de tensiunea conjugală între tatăl său, „un om care se bucura de plăcerile pământești”, și mama lui, o calvină devotată „care încerca să ducă o viață ascetică”.

### Educația

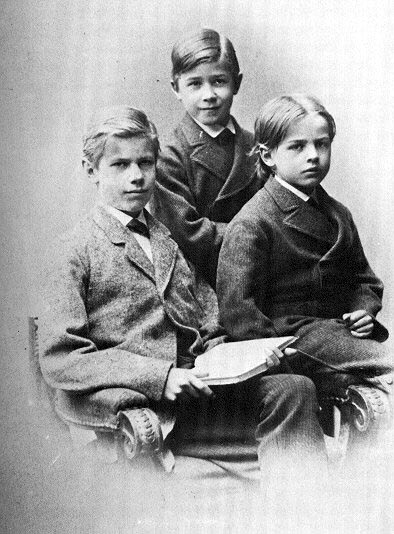
Max Weber și frații săi, Alfred și Karl, în 1879

În 1882, Weber s-a înscris la Universitatea din Heidelberg, ca student la drept. După un an de serviciu militar, s-a transferat la Universitatea din Berlin. După primii câțiva ani de studenție, în care a petrecut mai mult timp „bând bere și practicând scrima”, Weber a început să ia din ce în ce mai mult partea mamei în certurile din familie și a început să se înstrăineze de tatăl său. În același timp cu studiile, el a lucrat ca avocat stagiar. În 1886, Weber a trecut examenul de Referendar, comparabilă cu cel de admitere în barou în sistemul britanic și american. De-a lungul anilor 1880, Weber și-a continuat studiul dreptului și istoriei. A obținut doctoratul în drept în anul 1889, scriind o disertație de istorie juridică intitulată Dezvoltarea principiului răspunderii comune și fondul separat în compania cu tranzacționare publică în gospodăriile și comunitățile meșteșugărești din orașe italiene. Aceasta a fost folosită ca parte a mai amplei opere, Despre istoria societăților comerciale în Evul Mediu, după sursele sud-europene, publicată în același an. Doi ani mai târziu, Weber a terminat Habilitationsschriftul său, Istoria agrară romană și semnificația sa pentru dreptul public și privat, elaborat împreună cu August Meitzen. Devenind, astfel, Privatdozent, Weber s-a alăturat corpului didactic al Universitatății din Berlin, ținând cursuri și oferind consultanță pentru guvern.

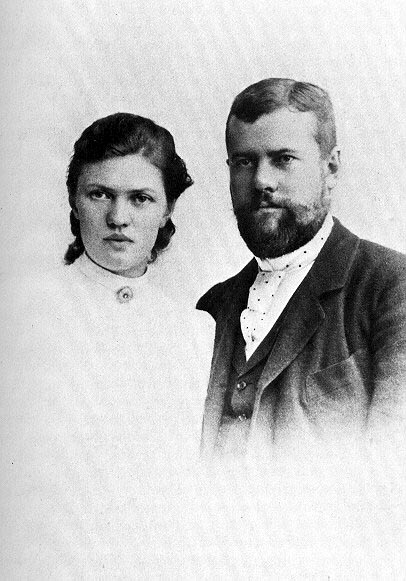
Max Weber și soția sa, Marianne, în 1894

Tot în 1893, s-a căsătorit ruda sa îndepărtată Marianne Schnitger, care avea să devină activistă feministă și autoare, care a jucat un rol esențial în colectarea și publicarea articolelor și cărților lui Weber după moartea lui, în timp ce biografia lui scrisă de ea este o sursă importantă pentru înțelegerea vieții lui Weber. Ei nu au avut copii și de obicei se consideră că ei nu au avut relații sexuale. Căsătoria i-a oferit lui Weber mult-așteptata independență financiară, permițându-i să plece în sfârșit din casa părinților săi. Cuplul s-a mutat la Freiburg , în anul 1894, unde Weber a fost numit profesor de economie la universitate, înainte de a accepta o poziție similară la Universitatea din Heidelberg, în 1896. Acolo, Weber a devenit figura centrală a așa-numitului „cerc Weber”, compus din alți intelectuali, cum ar fi soția lui, Marianne, Georg Jellinek, Ernst Troeltsch, Werner Carl, Marc Bloch, Robert Michels și György Lukács. Weber a rămas activ și în Verein și în Congresul Evanghelic Social. Cercetările sale în această perioadă s-au axat pe economie și istoria juridică.
În 1897 Max Weber Sr. a murit la două luni după o ceartă tare cu fiul său, care nu a fost niciodată rezolvată. După aceasta, Weber a devenit din ce în ce mai predispus la depresie, nervozitate și insomnie, ceea ce i-a produs greutăți în îndeplinirea îndatoririlor sale de profesor. Starea aceasta l-a forțat să-și reducă orele de predare și în cele din urmă să lase neterminată predarea cursului său în toamna lui 1899. După ce a petrecut câteva luni într-un sanatoriu în vara și toamna anului 1900, Weber și soția sa au călătorit în Italia la sfârșitul anului și nu au mai revenit la Heidelberg decât în aprilie 1902. El s-a retras din nou din învățământ în anul 1903 și nu s-a mai întors până în 1919. Suferința lui Weber cu bolile mintale a fost atent descrisă într-o cronologie personală pe care soția sa a distrus-o, probabil pentru că Marianne Weber se temea că Max ar fi putut fi discreditat de către naziști dacă trecutul său de boli psihice ar fi devenit cunoscut.

### Primele lucrări
În perioada dintre finalizarea tezei de doctorat și habilitare, Weber a avut un interes în politica socială contemporană. În 1888 s-a înscris în Verein für Socialpolitik, o nouă asociație profesională de economiști germani, afiliată școlii istorice, care vedea rolul economiei în primul rând în găsirea de soluții la problemele sociale ale epocii și care a inițiat studii statistice pe scară largă ale problemelor economice. De asemenea, el s-a implicat în politică, aderând Congresul Evanghelic Social, cu orientare de stânga. În 1890, Verein a înființat un program de cercetare pentru a analiza „chestiunea poloneză” sau Ostflucht: afluxul de muncitori agricoli polonezi în estul Germaniei pe măsură ce muncitorii locali migrau înspre orașele germane rapid industrializate. Weber a fost însărcinat cu acest studiu și a scris o mare parte din raportul final, care a generat o atenție și controverse considerabile și a marcat începutul renumelui lui Weber ca savant al științelor sociale. Din 1893 până în 1899, Weber a fost membru al Alldeutscher Verband (Liga Pan-Germană), o organizație care milita împotriva afluxului de muncitori polonezi; gradul în care Weber a sprijinit germanizarea polonezilor și alte  politici naționaliste similare este încă e dezbătută de savanții moderni. În unele din lucrările sale, în special provocatoarea sa prelegere despre „Statul național și politica economică” ținută în anul 1895, Weber critica imigrarea polonezilor și acuza clasa Junkerilor că perpetua imigrarea slavilor pentru a servi interesele sale egoiste.